# Ekonomiåret 2015

## Händelser
- 1 januari – Litauen inför euron och blir därmed en del av euroområdet.[1]
- September-november - Småhuspriserna i Sverige stiger med 1 % jämfört med föregående tre månader enligt SCB:s Småhusbarometern.[2]
- 29 oktober
  - Deutsche Bank meddelar rekordförlust, och personalminskning med 9 000 anställda väntas.[3]
  - Tillväxten i USA:s ekonomi meddelas fortsätta växa, även om tillväxten under tredje kvartalet bromsat in.[4]
- November - Skandalomsusade Volkswagens försäljningssiffror fortsätter sjunka.[5]
- 15 december - USA:s centralbank höjer styrräntan till  0,25-0,50 %.[6]
- 30 december - Det meddelas att dataspelsbranschen i Sverige blir alltmer framgångsrik, och under 2015 omsatt över tio miljarder svenska kronor, jämfört med nio miljarder svenska kronor under 2014.[7]
- Okänt datum - Oljepriset sjunker under året från 58 till 37 amerikanska dollar per fat, och når därmed sin lägsta nivå på elva år.[8]
- Tredje kvartalet - Tysklands ekonomi växer med 1,8 % jämfört med samma period under 2014.[9]